# Labda

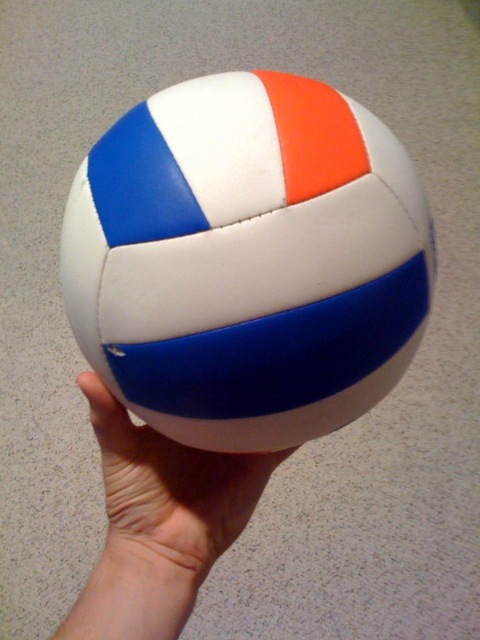

A labda kisméretű, könnyű, általában gömb alakú sportszer. Számos sportág (például labdarúgás) elengedhetetlen kelléke – ezekben a játékmenet a labda mozgását követi, melyet a játékosok lábbal, kézzel vagy ütővel továbbítanak annak céljából, hogy az elérjen egy bizonyos helyet vagy helyzetet. A sportágakon kívül a labdákat használják még szórakozásra, hasznos időtöltésre, színpadi és játszótéri bemutatókra. Formája a kerekdeden kívül lehet tojásdad (például rögbilabda) vagy egyéb, sajátos forma (például tollaslabda).

## Története
Az ősi Kínában és Egyiptomban már i.e. 2500 körül játszottak labdajátékokat. A labdát kezdetben állatbőrökből, állati hólyagból vagy parafából készítették. A gumiból készült labda csak a 16. század után terjedt el, mivel Amerika felfedezése előtt az európaiak nem ismerték a kaucsukot.
Az elmúlt évszázad során rengeteg új és változatos labdajáték alakult ki, és mindegyik külön meghatározza az elfogadott labda méretét és tulajdonságait.

## Labdát használó sportágak
- amerikai futball

- asztalitenisz
- baseball
- fallabda
- floorball
- futsal
- golf
- gyeplabda
- hurling
- jéglabda
- kézilabda
- kosárlabda
- krikett
- labdarúgás
- lacrosse
- méta
- raketball
- ritmikus gimnasztika
- rögbi
- röplabda
- softball
- tenisz
- tollaslabda
- vízilabda

## Képek

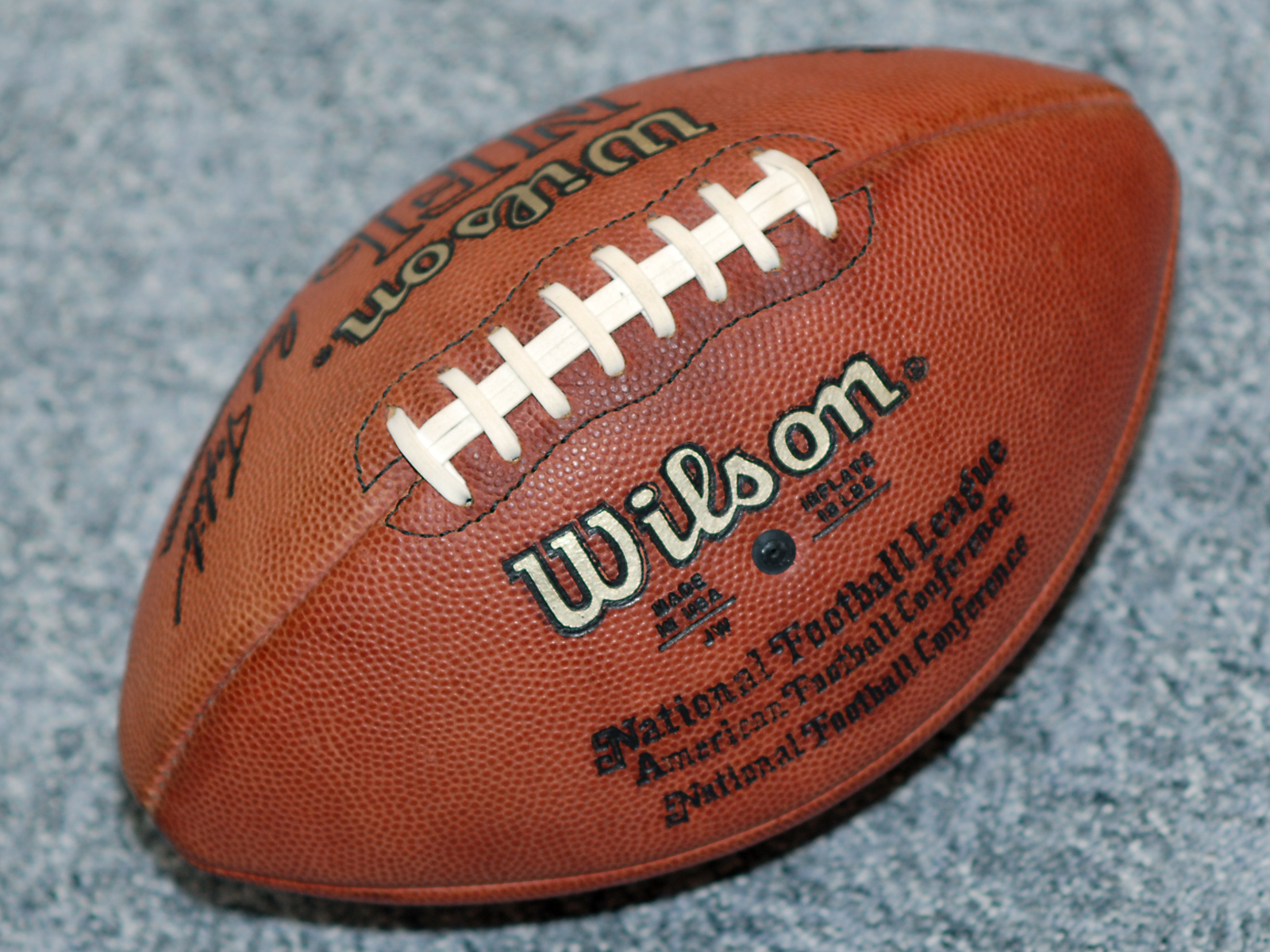
Amerikaifutball-labda
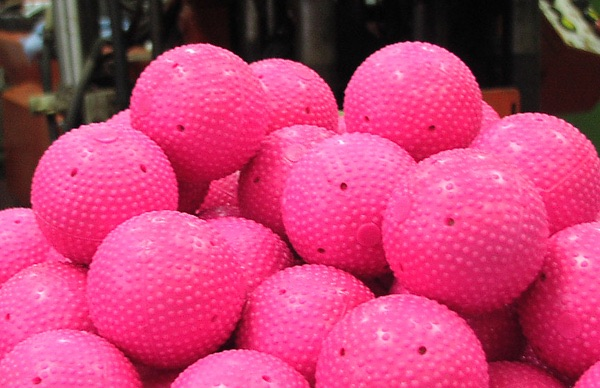
Bandylabdák
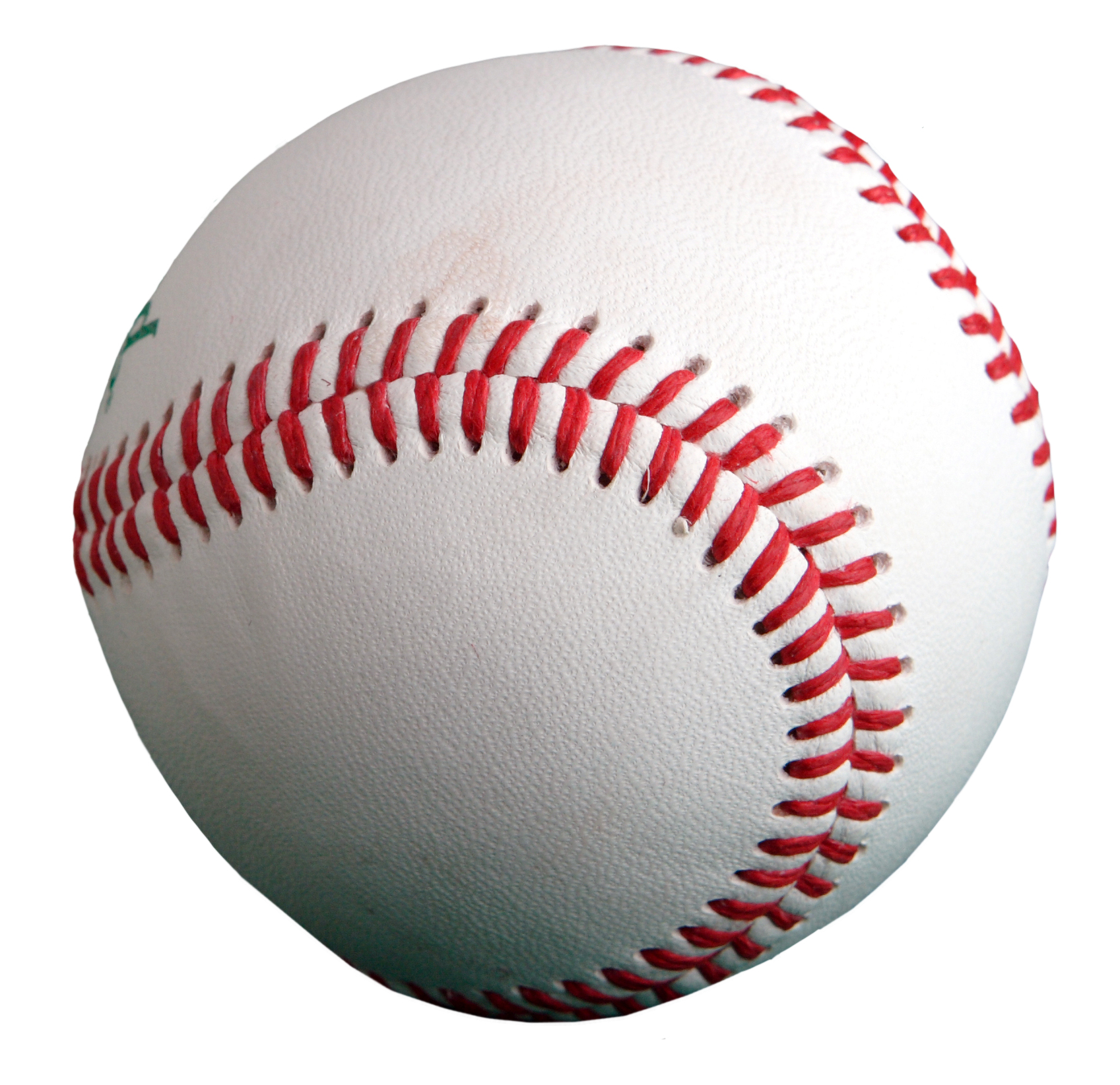
Baseball-labda
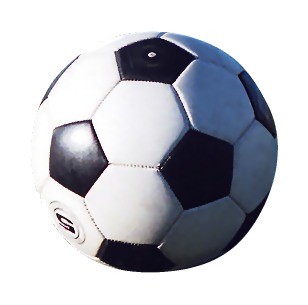
Futball-labda
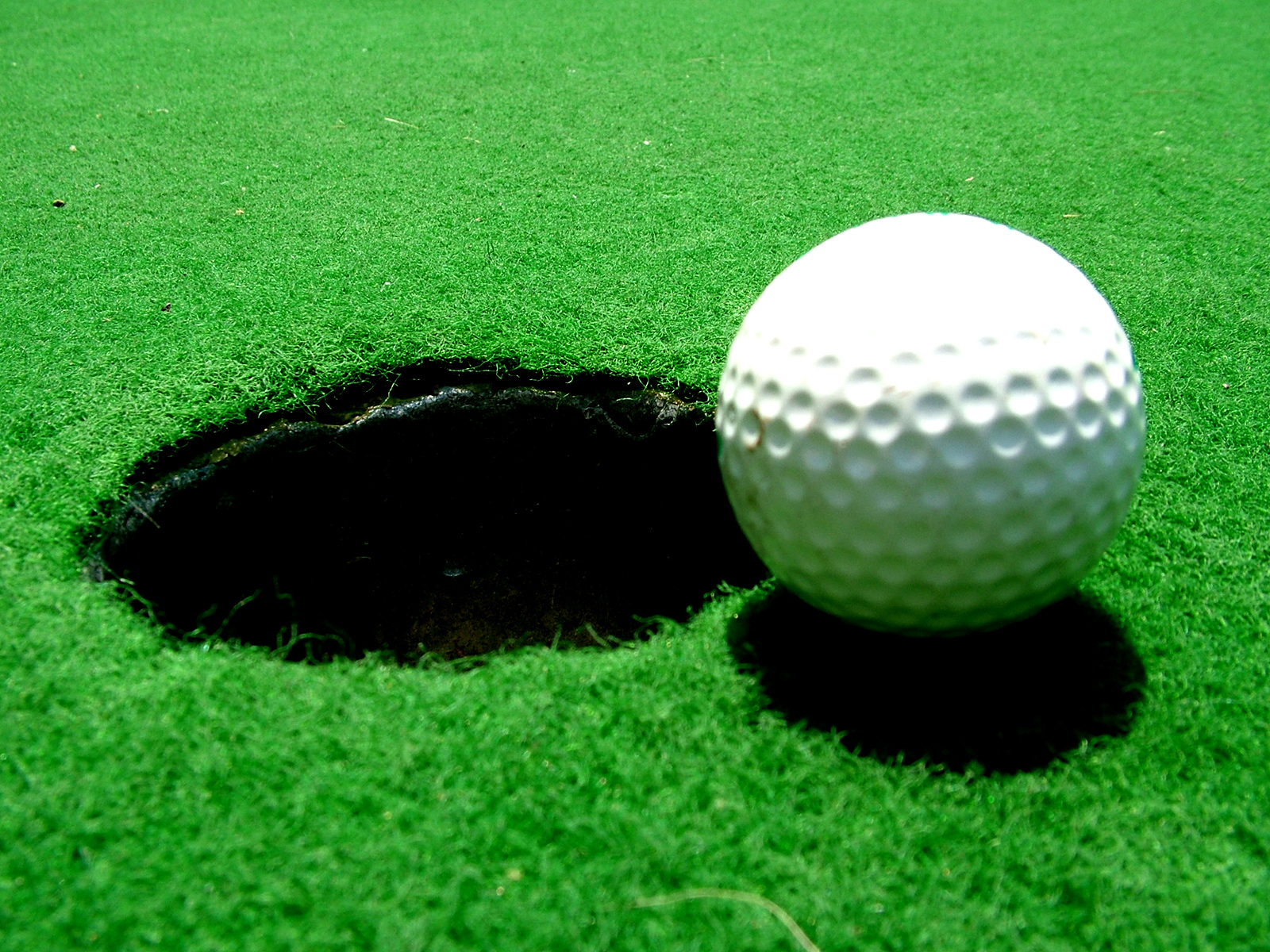
Golflabda
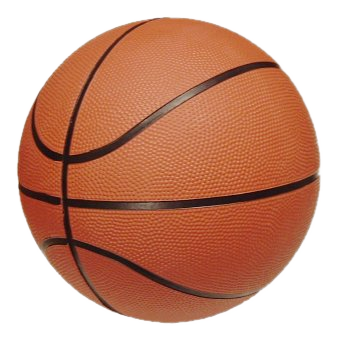
Kosárlabda
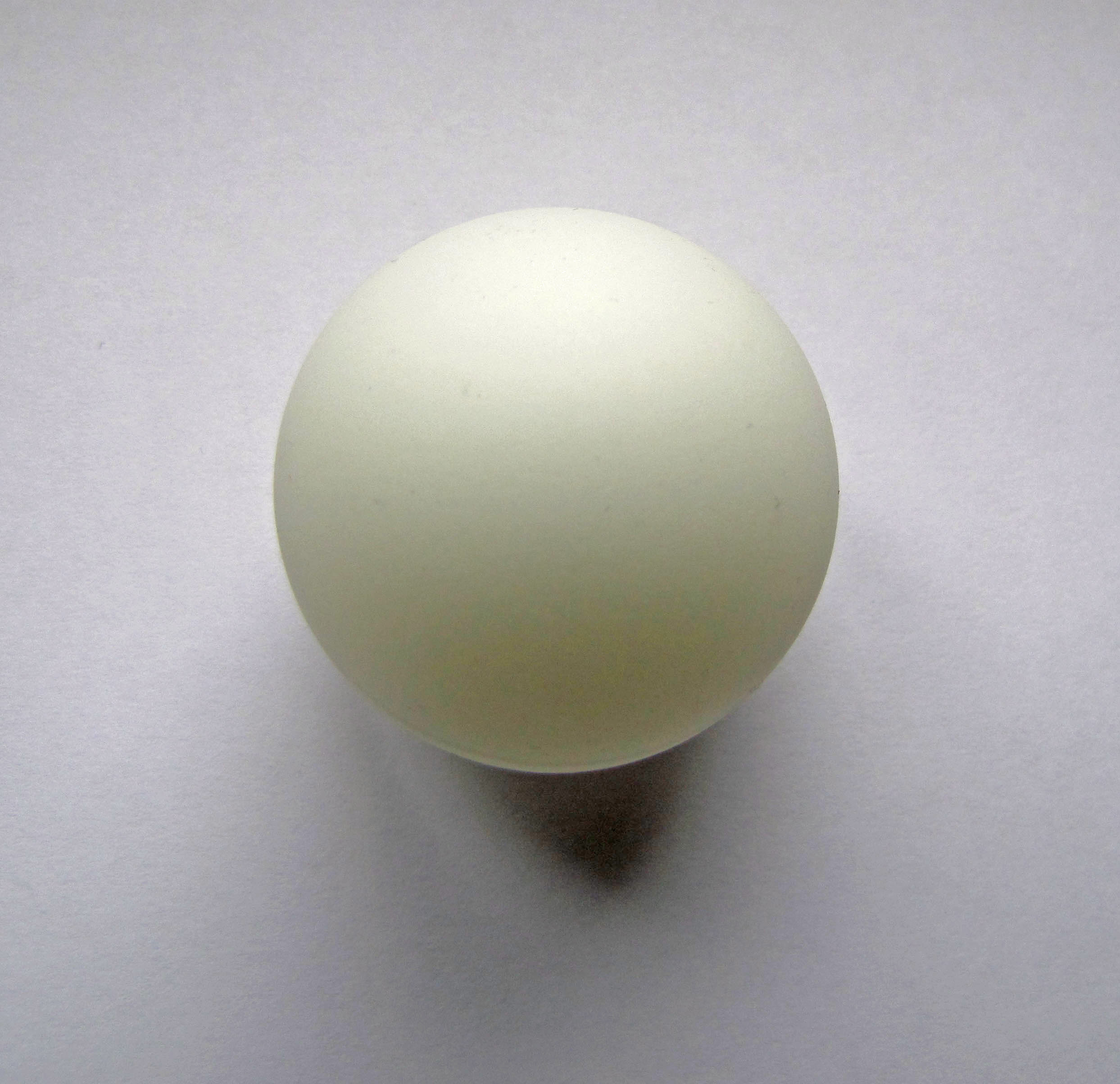
Pingponglabda
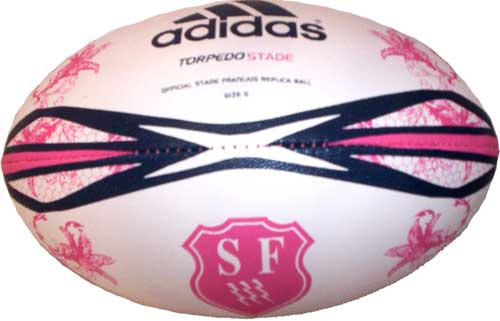
Rögbilabda
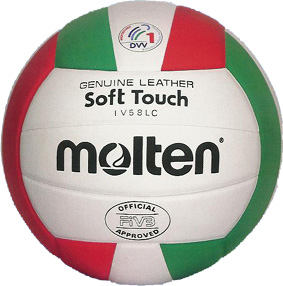
Röplabda
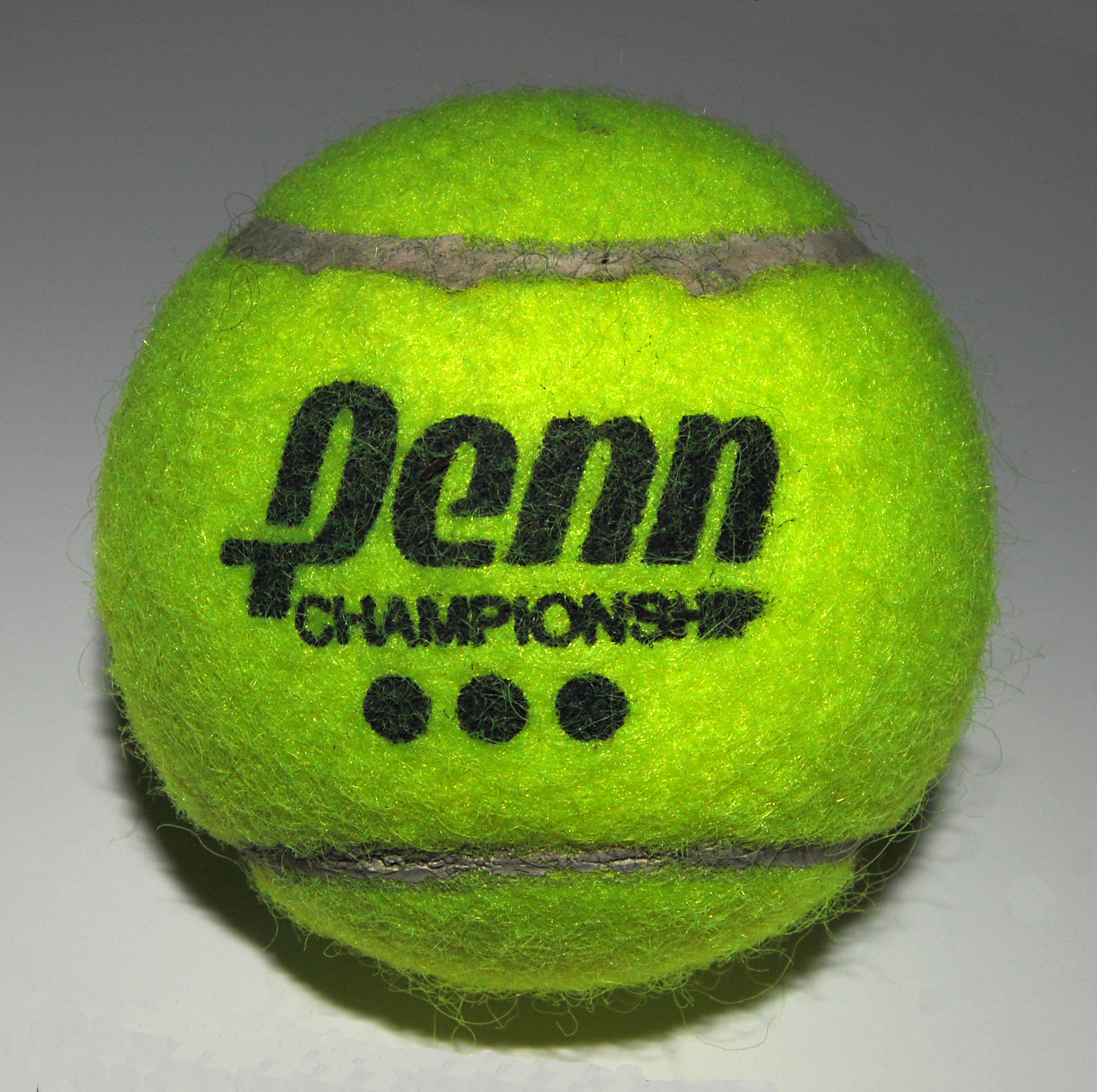
Teniszlabda
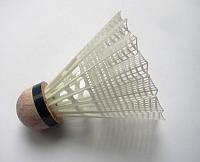
Tollaslabda
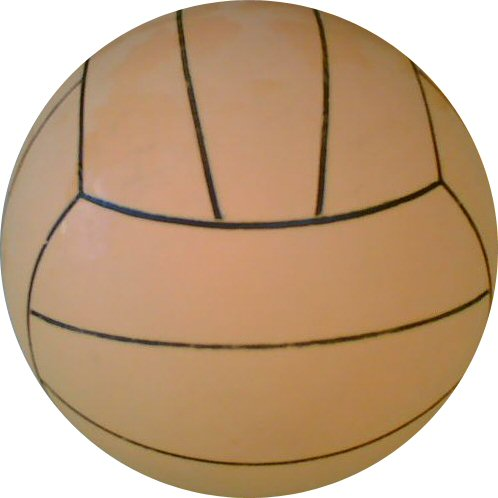
Vízilabda

## Lásd még
- Labdajátékok
- A labdajátékok története
- Futball-labda
- Footbag
- Golyó
- Fullerének